# NGCC Des Groseilliers
Le NGCC Des Groseilliers est un brise-glace de la Garde côtière canadienne. Il est nommé en l'honneur de Médard Chouart des Groseilliers, un explorateur de l'époque de la Nouvelle-France. Il a participé à plusieurs missions scientifiques.

## Histoire
En 2008, le NGCC Des Groseilliers est entré en collision avec le Farley Mowat, un navire de la Sea Shepherd Conservation Society, dans le golfe du Saint-Laurent lors de la chasse aux phoques annuelle.

## Annexe